# Natz-Schabs
Natz-Schabs (wł. Naz-Sciaves) – miejscowość i gmina we Włoszech, w regionie Trydent-Górna Adyga, w prowincji Bolzano.
Liczba mieszkańców gminy wynosiła 2886 (dane z roku 2009). Język niemiecki jest językiem ojczystym dla 93,62%, włoski dla 5,39%, a ladyński dla 0,99% mieszkańców (2001).